# Melanconis aceris
Melanconis aceris är en svampart som beskrevs av W. Phillips & Plowr. 1885. Melanconis aceris ingår i släktet Melanconis och familjen Melanconidaceae.   Inga underarter finns listade i Catalogue of Life.